# Quy trình Bologna

Logo

Khu vực Bologna

Quy trình Bologna là một loạt các cuộc họp và thỏa thuận cấp bộ giữa các nước châu Âu để đảm bảo sự tương đương về tiêu chuẩn và chất lượng của trình độ giáo dục đại học. Quá trình này đã tạo ra Khu vực giáo dục đại học châu Âu theo Công ước Lisbon Recognition. Nó được đặt theo tên của Đại học Bologna, nơi tuyên bố Bologna được ký bởi các bộ trưởng giáo dục từ 29 quốc gia châu Âu vào năm 1999. Quá trình này đã được mở ra cho các quốc gia khác trong Công ước văn hóa châu Âu  của Hội đồng châu Âu và các cuộc họp chính phủ đã được tổ chức tại Prague (2001), Berlin (2003), Bergen (2005), London (2007), Leuven (2009), Budapest - Vienna (2010), Bucharest (2012), Yerevan (2015) và Paris (2018).
Trước khi ký tuyên bố Bologna, Magna Charta Universitatum đã được ban hành tại một cuộc họp của các hiệu trưởng trường đại học kỷ niệm 900 năm của Đại học Bologna (và các trường đại học châu Âu) vào năm 1988. Một năm trước khi tuyên bố, các bộ trưởng giáo dục Claude Allegre (Pháp), Jürgen Rüttgers (Đức), Luigi Berlinguer (Ý) và Baroness Blackstone (Anh) đã ký tuyên bố Sorbonne ở Paris năm 1998, cam kết "thống nhất kiến trúc Hệ thống giáo dục đại học của châu Âu". Quy trình Bologna có 48 quốc gia tham gia.